# Sabina Berman
Sabina Berman Goldberg (Ciudad de México, 21 de agosto de 1955) es una escritora mexicana, además de ser novelista y guionista de cine. 
Su novela La mujer que buceó dentro del corazón del mundo, se ha publicado en 13 idiomas y en más de 35 países, y ganó entre otros premios, Premio de la Feria Internacional del Libro de Frankfurt.
Además en su vertiente como periodista, conduce los programas de TV Berman: Otras Historias, para el canal mexicano ADN 40, y Largo Aliento, por Canal 11 (México) y publica cada domingo la columna Fábulas en el diario El Universal.[cita requerida]

## Biografía
Hija de padres de origen judío-polaco, Sabina Berman nace en 1955 en la Ciudad de México. Estudia las carreras de Psicología y de Letras Mexicanas en la Universidad Iberoamericana.
Sus padres llegaron a México por separado, su padre Enrique Berman llegó primero de Polonia a México en las vísperas de la II Guerra Mundial y su madre Raquel Goldberg ya iniciada la guerra con su familia, ambos huyendo de los nazis invasores de Polonia. Se conocieron el Ciudad de México, se casaron y tuvieron cuatro hijos, de los que Sabina fue la tercera. 

## Teatro
- Premio a mejor dramaturgia mexicana por Los Metro para Testosterona, 2019. Premio Nacional de Dramaturgia Juan Ruiz de Alarcón,[4] 2008.
- Premio Bravo a la mejor dramaturgia por “Feliz nuevo siglo, Doktor Freud”, 2001.
- Premios de la Asociación de Cronistas y Periodistas de Teatro a la mejor dramaturgia por “Feliz nuevo siglo, Doktor Freud”, 2001.
- Premios de la Asociación de Cronistas y Periodistas de Teatro a la mejor dramaturgia por “Feliz nuevo siglo, Doktor Freud”, 2001.
- Premio Juan Ruiz Alarcón a la mejor dramaturgia por “Feliz nuevo siglo, Doktor Freud”, 2001.
- Premio Rodolfo Usigli al mejor dramaturgo del año por la obra “Molière”, 1999.
- Premio Juan Ruiz de Alarcón al mejor dramaturgo del año por la obra “Molière”, 1999.
- Premios de la Asociación de Críticos a “Molière” (mejor obra del año, mejor dramaturgo, mejor música), 1999.
- Premio Rodolfo Usigli al mejor dramaturgo del año por la obra “La Grieta”, 1998.
- Premio de la Asociación de Críticos a la mejor obra de teatro, 1994.
- Premio de la Asociación de Críticos a la mejor obra de teatro infantil para “Los ladrones del tiempo”, 1991.
- Premio del Festival Internacional de Teatro Amateur en Quebec, montaje del grupo Bocana a “Águila o sol”, 1988.
- Premio Celestino Gorostiza (teatro para niños) para “El árbol de humo”, 1986.
- Premio Nacional de Obras de Teatro para “En el nombre de dios” (antes Anatema o Herejía), 1983.
- Premio Nacional de Teatro para Niños (convocado por el I.N.B.A.) por “La maravillosa historia de Chiquito Pingüica”, 1982.
- Premio Nacional de Obras de Teatro (convocado por el I.N.B.A.) para “Rompecabezas”, 1981.
- Premio Nacional de Obras de Teatro para “Bill”, 1979.

### Novela
- Premio Liberatur, Feria Internacional de Frankfurt a “La mujer que buceó dentro del corazón del mundo”, 2013.[2]

### Cine
- Premio a Mejor Guion por el Festival de Ibiza a “Backyard”, 2009.
- Premio medalla de plata por Toronto International Film Festival Medalla de Plata a “Backyard (Traspatio)”, 2009.
- Premio a mejor película por el Cinemafest (Puerto Rico) a “Entre villa y una mujer desnuda”, 1996.
- Premio del Chicago's International Film Festival a “Entre villa y una mujer desnuda”, 1995.
- Premio Ariel de la Academia de Artes Cinematográficas por Mejor Argumento Original de la película “La tía Alejandra”, 1980.[5]

### Periodismo
- Premio Nacional de Periodismo de artículo de fondo, por  “Las tribulaciones de la fe”, 2007.

### Distinciones
- Premio Nacional María Lavalle Urbina por la excelencia de su trabajo en el Área de las Artes, 2000.
- Nombrada representante de México en los Óscares con Entre Villa y una mujer desnuda.
- Nombrada representante en cortometraje de México a los Óscares por “El árbol de la música”.

## Obra

### Libros
- “Matemáticas para la felicidad y otras fábulas”. Editorial Porrúa, 2017.[6]
- “El Dios de Darwin”. Editorial Planeta. 2014.[7]
- “La mujer que buceó dentro del corazón del mundo”, Editorial Planeta, 2010.[8]
- “Feliz nuevo siglo doktor Freud”, Editorial El Milagro, 2002.
- “Molière”, Editorial Plaza y Janés, 2000.
- “Mujeres y poder”, coescrito con Denise Maerker, Editorial Raya en el Agua, 2000.
- “Amante de lo ajeno”, Editorial Océano, 1997.
- “La bobe”, Editorial Grijalbo, 1997.
- “Un grano de arroz”, Relatos, Editorial Planeta, 1995.
- “Berman”, Editorial Gaceta, 1995.
- “Entre Villa y una mujer desnuda”, Teatro, Editorial de la Sogem, 1993.
- “En el nombre de Dios”, publicada en la revista Tramoya, 1993.
- “La grieta”, publicada en la revista Tramoya, 1992.
- “Volar”, Crónica, Editorial Planeta, 1992.
- Artículos y cuentos en el periódico y en el suplemento “La Jornada Semanal”, 1992.
- “Muerte súbita”, Teatro, Editorial Katún, 1989.
- “Lunas”, Poesía narrativa, Editorial Katún, 1989.
- “La maravillosa historia de Chiquito Pingüica”, en la antología El arca de Noé de Emilio Carballido Editores Mexicanos Unidos, 1984.
- “Rompecabezas”, Editorial Oasis, 1983

### Traducciones
- “Moi, la fille qui plongeait dans le coeur du monde”, traducción de Claude Bleton. París, 2013.
- “Nainen joka sukelsi maailman sydämeen”, traducción de Taina Helkamo. Finlandia, 2011.[9]
- “Die Frau, die ins Innerste der Wel tauchte”, traducción de Angélica Ammar. Alemania, 2011.
- “La donna che si immerse nel cuore del mondo”, traducción de Matteo Colombo. Italia, 2011.
- “Flickan som dök ner till jordens mitt”, traducción e Manni Kössler. Estocolmo, 2010.
- “Bienvenue dans le nouveau siècle Doktor Freud”, traducción de Svetlana Doubin. Francia, 2009.
- “La bobe (La nonna)”, traducción al italiano de Elisabetta Noé. Italia, 2007.
- “Molière”, traducción al francés de Christilla Vasserot, Francia, 2005.
- “Bubbeh”, traducción al inglés de Andrea Graubart Labinger. Pittsburgh, Estados Unidos, 1998.

### Películas
- Mariana Barassi guionó y dirigió la película Crónica de una tormenta, estrenada en 2020, basada en su obra teatral Testosterona.
- Escribió la película "Light" para Alejandro González Iñárritu.
- Guion de la película “Macho”, que se filmó bajo la dirección de Antonio Serrano, 2016.[10]
- Guion de la película "Gloria, biopic", basada en la vida de la cantante mexicana, Gloria Trevi (2014), nominada al Ariel como mejor guion original (2016).
- Guionista y coproductora de la película "Backyard", ganadora de cinco premios Ariel.
- Guion de la película "The History of Love" para Alfonso Cuarón, 2005.[11]
- Dirigió con Isabelle Tardán el cortometraje “El árbol de la música”, 1994.
- Coescritora de la película "La tía Alejandra", dirigida por Arturo Ripstein y ganadora del Premio Ariel a Argumento Original.
- Codirectora de la película “Entre Pancho Villa y una mujer desnuda” con Isabelle Tardán, 1995.